# Wani Wani World
Wani Wani World (ワニワニールド, au Japon) est un jeu vidéo d'action développé et édité par Kaneko, sorti en 1992 sur Mega Drive.

## Système de jeu
Le jeu peut se jouer seul ou à deux.
Vous dirigez une espèce de "petit monstre" disposant d'une masse. Cette masse lui permet de créer des trous dans le sol dans lesquels les ennemis seront bloqués pendant un certain temps. Pour détruire un ennemi il faut refermer l'espace. Ainsi l'ennemi s'écrase au sol laissant à la place un objet.
Le jeu est composé de 5 stages (la forêt, le désert, la montagne, la mer et la glace) eux-mêmes subdivisés en différents niveaux.
À la fin de chaque niveau se trouve un boss.

## Accueil
- Famitsu : 20/40[2]